# Laifour
Laifour é uma comuna francesa na região administrativa de Grande Leste, no departamento Ardenas. Estende-se por uma área de 3,24 km². Em 2010 a comuna tinha 447 habitantes (densidade: 138 hab./km²).